# Jüdische Friedhöfe (Raesfeld)
Die Jüdischen Friedhöfe Raesfeld befinden sich in der Gemeinde Raesfeld im Kreis Borken (Nordrhein-Westfalen).

## Alter Friedhof
Der heute nicht mehr existierende Friedhof lag südlich vom Schloss am Fuhrweg zum gräflichen Schafstall am Tiergarten.
In der Zeit von 1721 bis 1860 diente er der jüdischen Gemeinde als Begräbnisplatz. Das Friedhofsgelände wurde kurz vor dem Ersten Weltkrieg verkauft.

## Neuer Friedhof

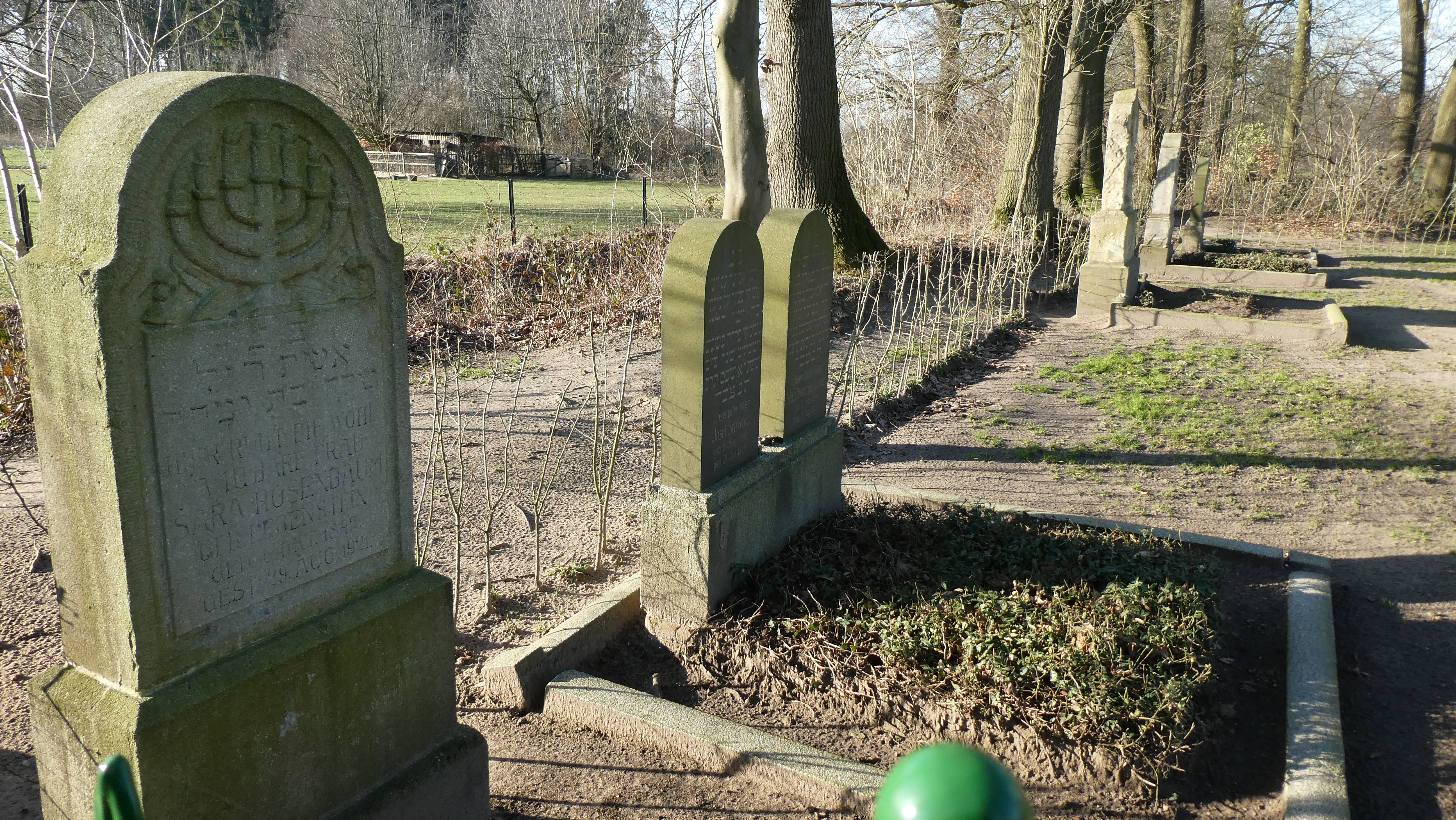
Raesfeld, Jüdischer Friedhof

Ab 1860 bestattete die jüdische Gemeinde ihre Toten auf dem Am Pölleken gelegenen Friedhof. Er ist 1840 m² groß und liegt etwa einen Kilometer östlich des Ortes in Richtung Heiden. 
Die noch vorhandenen elf Grabsteine sind zum Teil zweisprachig mit deutschen und hebräischen Inschriften versehen. 1942 fand die letzte Bestattung statt.